# حسن نظامي
كان حسن نظامي شاعرًا ومؤرخًا باللغة الفارسية عاش في القرنين الثاني عشر والثالث عشر. هاجر من نيسابور إلى دلهي في الهند، حيث كتب «تاج المآثر» أول تاريخ رسمي لسلطنة دلهي.

## حياة سابقة
لا يُعرف سوى القليل عن الخلفية العائلية لحسن نظامي، حيث لا هو ولا معاصروه يقدمون مثل هذه المعلومات. المؤرخون اللاحقون مثل مير خواند وأبو الفضل بن المبارك وحاجي خليفة يلقبونه ب «صدر الدين محمد بن حسن نظامي». وضياء الدين برني يسميه «الصدر النظامي». وفقًا للمؤرخ الفارسي في القرن الرابع عشر حمدالله المستوفي، كان نظامي ابنًا للشاعر الفارسي نظامي العروضي، لكن لا يوجد دليل يدعم هذا الادعاء. 
عاش نظامي في الأصل في نيسابور، في منطقة خراسان في إيران الحالية. عندما أصبحت المنطقة غير آمنة بسبب الصراع الخوارزمي - الغوري، قام نظامي بزيارة ضريح الإمام الرضا وطلب المشورة من مرشده الديني محمد كوفي. نصحه كوفي بمغادرة نيسابور والهجرة إلى الهند. 
أثناء رحلته إلى الهند، مرض نظامي في غزنة. وقد تعافى تحت رعاية الشيخ محمد شيرازي ومجد الملك، اللذين كانا يشغلان منصب صدر جهان (كبير القضاة). تشير حقيقة أن هؤلاء المسؤولين المهمين قدّموا ضيافتهم لنظامي إلى أنه كان إما عالمًا ذائع الصيت أو من عائلة مرموقة. 
أثناء وجوده في غزنة، سمع نظامي أن قطب الدين أيبك، حاكم دلهي الغوري، كان كريمًا تجاه المهاجرين. لذلك، قرر أن يجرب حظه في دلهي. 

## تاج المآثر
وصل نظامي إلى دلهي، في وقت ما قبل اغتيال الملك الغوري محمد الغوري عام 1206. أقام نظامي في البداية مع شرف الملك، الذي شغل منصب الصدر في دلهي. عندما كان نظامي يبحث عن عمل، اقترح أصدقاؤه أنه يجمع تاريخ الفتح الإسلامي للهند، مسلطًا الضوء على إنجازات قطب الدين أيبك. بعد وقت قصير من وفاة الملك الغوري، أصبح قطب الدين أول حاكم لسلطنة دلهي المستقلة، وأصدر فرمانًا تجاه هذا الهدف. 
وهكذا بدأ نظامي في تجميع «تاج المآثر» بلغته الفارسية، وهو أول تاريخ رسمي لسلطنة دلهي.  بالرغم من أن الكتاب مكتوب بالفارسية، إلا أنه يشير إلى أن نظامي كان يتمتع بإتقان جيد للغة العربية أيضًا. كتب بأسلوب مزخرف يتميز به الشعر والنثر العربي. 
بما أن نظامي كان شاعراً أكثر من كونه مؤرخاً، فإن عمله يتميز «برحلات الخيال». على سبيل المثال، يصور نباتات آسيا الوسطى تتفتح في المنطقة الصحراوية حول أجمير. ومع ذلك، فقد حظي كتابه بتقدير جيد من قبل مؤرخي العصور الوسطى بسبب وصفه المفصل. يعتبره المؤرخ ضياء الدين برني في القرن الرابع عشر من بين المؤرخين الجديرين بالثقة في سلطنة دلهي. 
يبدأ تاج المآثر بمعركة تارين الثانية التي هزم فيها الغوريون الملك الهندوسي بريتفيراج الثالث. لم يذكر الكتاب معركة تارين الأولى التي هُزِم فيها الغوريون، إذ كان من شأن ذلك أن يسيء إلى قطب الدين أيبك.  ثم يصف الكتاب كيف مُنِح قطب الدين (الذي كان وقتها جنرالًا غوريًا) حكم الأراضي التي تم احتلالها مؤخرًا في الهند. بعد ذلك، يقدم الكتاب تفاصيل حول المهنة العسكرية اللاحقة لقطب الدين. يشوب السرد مبالغة شعرية وتفاصيل أخرى غير ذات صلة، مثل تأثيرات الكواكب على الكائنات الحية. 
يقدم الكتاب تفاصيل شاملة عن الأحداث بين عامي 1192 و 1196. وربما جمع نظامي هذا الجزء من الكتاب بين عامي 1206 و 1210. ومع ذلك، فإن تغطيته لأحداث ما بعد 1196 ليست مرضية. يحتمل أن وفاة قطب الدين المفاجئة عام 1210 حطمت آمال نظامي في الحصول على مكافأة ملكية، وقللت من اهتمامه بإتمام العمل.  يستمر الكتاب في وصف عهد الحاكم التالي التتمش، ولكن يبدو أن هذا الجزء قد تم تجميعه على عجل. 
بدأ نظامي في كتابة الكتاب عام 1205-1206، وأكمله في وقت ما بعد عام 1229. 

### فهرس
- Iqtidar Husain Siddiqi (2010). Indo-Persian Historiography Up to the Thirteenth Century. Primus Books. ISBN:978-81-908918-0-6.Iqtidar Husain Siddiqi (2010). Indo-Persian Historiography Up to the Thirteenth Century. Primus Books. ISBN:978-81-908918-0-6. Iqtidar Husain Siddiqi (2010). Indo-Persian Historiography Up to the Thirteenth Century. Primus Books. ISBN:978-81-908918-0-6.